# Зарбалиев, Хабиб Мамедович

Хабиб Зарбалиев (крайний справа) с коллегами на Международной конференции «Многоязычие: ключ к лучшему взаимопониманию в мире и к более широким горизонтам» (Университет Путра Малайзии, Серданг, 14-15 мая 2002)

Хабиб Мамедович (Мамед оглы) Зарбалиев (азерб. Həbib Məmməd oğlu Zərbəliyev; род. 24 сентября 1953, Xurşud, Сальянский район) — видный азербайджанский востоковед, специалист по индонезийской лингвистике. Основоположник преподавания индонезийского языка в Азербайджане.

## Биография
Окончил с отличием педагогическое училище в г. Али Байрамлы (1972) и восточный факультет Ленинградского государственного университета по специальности «индонезийская филология» (1981). В 1985 году там же защитил кандидатскую диссертацию на тему «Числительные в австронезийских языках (языковые системы счисления)». В 1994 году защитил докторскую диссертацию на тему «Типология числительных и числовых конструкций».
Трудовую карьеру начал учителем начальных классов в с. Наримановка Пушкинского (ныне Биласуварского) района (1972—1973). В 1973—1975 годы проходил срочную службу в Советской Армии.Затем работал учителем начальных классов в родном селе (1975—1976). В этот период самостоятельно занимался изучением персидского и английского языков, глубже изучал азербайджанскую и мировую литературу.
В 1982, а также 1985—1986 годах являлся младшим научным сотрудником в Институте языкознания АН Азербайджанской ССР .
В 1991—1998 годы – преподаватель азербайджанского языка в Бакинском институте социального управления и политологии, начальник отдела по международным связям и работе с иностранными студентами.
С 2006 года — профессор Азербайджанского университета языков, где по его инициативе в том же году было открыто индонезийское отделение.
В 2010—2013 годах наряду с педагогической деятельностью руководил также Отделом аккредитации Министерства образования Азербайджана.
В 2013—2014 годы по совместительству работал заведующим отделом мониторинга Института языкознания НАНА и заместителем председателя рабочей группы по Государственной программе по использованию азербайджанского языка в условиях глобализации и развитию языкознания в стране.
В 2016—2017 годы возглавлял Центр мультикультурализма в Кавказском университете.
В 2017—2019 годы заведовал отделом научных исследований и публикаций Азербайджанского университета языков.
Работал переводчиком на официальных переговорах между высшими руководителями Индонезии и Азербайджана.

## Научная деятельность
В центре внимания научных исследований — язык минангкабау и числительные в австронезийских языках. Автор более 80 научных трудов, критических, публицистических работ и художественных переводов, а также учебных программ, методических пособий, редактор монографий. Ряд его работ опубликован за рубежом.
В 1989—1991 годы совершал научные поездки в Лейденский университет (Нидерланды), где читал также лекции. В 2001—2002 годы по гранту Совета по языку и литературе Малайзии проводил научные исследования по теме «Арабские и персидские заимствования в малайском и азербайджанском языках» в Куала-Лумпуре.
В 2002—2003 годы участвовал в научных конференциях и семинарах, которые проводились в Университете Путра Малайзии и Университете наук Малайзии.
С 2006 года активно участвует в научных и образовательных мероприятиях, проводимых в Индонезии.
В 2008 и 2009 годы являлся членом жюри Международного конкурса выступлений на малайском языке (кубок премьер-министра Малайзии).
В 2015—2020 годы как приглашенный профессор читал лекции в Университете Гаджа Мада, Джокьякартском государственном университете, Исламском Университете Сунан Калиджага, Университете Мухамадья (Джокьякарта), Бандунгском Исламском Университете.
Выступал с научными докладами на конференциях, симпозиумах и семинарах в Германии, Англии, США, Новой Зеландии, Фиджи, Таиланде, Австралии, Китае, Тайване, России, Литве, Казахстане и Грузии.
Под  его научным руководством более 50 человек защитили кандидатские и докторские диссертации. Участник переводческой лаборатории Центра исследований наследия Гейдара Алиева.

## Членство в редколлегиях журналов
Член редакционной коллегии журнала «Язык и литература» Бакинского государственного университета (с 1995), журнала «Научные вести» Азербайджанского университета языков (с 2009), журнала «Тюркология» Института языкознания им. И. Насими Национальной Академии Наук Азербайджана (с 2013), журнала «Вопросы филологии» Института рукописей Национальной Академии Наук Азербайджана и издательства «Наука и образование» (с 2018), журнала "Miqot" (Индонезия, с 2017) и журнала "Journal of Contemporary Islam and Muslim Societies” Восточносуматранского университета (Индонезия, с 2019).
В 2017—2019 годы являлся главным редактором журнала «Язык и литература» Азербайджанского университета языков.

## Основные публикации

### Книги
1. Язык минангкабау. Москва: Наука, 1987, 79 с. (монография)
2. Типология числительных и числовых конструкций. Баку: Азия, 1997, 267 с. (монография)
3. Мüasir İndoneziya ədəbiyyatı antologiyası. Bakı: Asiya, 1997, 121s. (Антология современной индонезийской литературы. Баку: Азия, 1997, 121 с.).
4. Числительные в австронезийских языках (языковые системы счисления). Санкт-Петербург–Баку: Elm və təhsil, 2015, 228 с. (переиздание: Lap Lambert Academic Publishing, Riga, 2019) (монография)

### Статьи
1. О числительных азербайджанского и индонезийского языков (вопросы типологии) // Вопросы азербайджанской филологии. Т.II. Баку: Элм, 1984, с. 95-100.
2. Числительные в индонезийском и кедангском // Материалы III Всесоюзной школы молодых востоковедов. Москва: Наука, 1984, с.154-157.
3. К этимологии австронезийских числительных “5-10” // Язык, культура, общество: проблемы развития. Ленинград, Изд-во ЛГУ, 1986, с.45-60.
4. Об одном способе образования числительных // Советская тюркология, 1988, № 4, с.83-86.
5. К вопросу о звуковой устойчивости английских консонантных сочетаний в речи азербайджанцев // Известия АН Азерб. ССР. Сер. “Литература, язык, искусство”, 1989, № 2, с.108-111 (совместно с Ф. Гусейновым и Э. Гусейновой).
6. О фонологической оппозиции “глухости-звонкости” и её фонетической реализации (на материале английского языка) // Известия АН Азерб. ССР. Сер. “Литература, язык, искусство”, 1990, № 1, с.101-104 (совместно с Ф. Гусейновым).
7. К характеристике счетных слов // Известия АН Азерб. ССР. Сер. “Литература, язык, искусство”, 1990, № 3, с.67-71.
8. Некоторые типологические признаки числительных // Известия АН Азерб. ССР. Сер. “Литература, язык, искусство”, 1990, № 4, с.119-123.
9. О системах счисления // Азербайджанский язык на современном этапе. Материалы II республиканской конференции молодых лингвистов. Баку: Элм,1990, с.125-128.
10. Эволюция систем счисления в австронезийских языках // Вестник Ленинградского Университета. Серия 2: История, языкознание, литературоведение, 1990, Сер. 2, вып. 1, с.110-112.
11. Austronesian numerals: omission of the operands and general tendencies of omission // Proceedings of the 3-d International Symposium on Language and Linguistics: PAN Asiatic, January 8-10, 1992. Chulalongkorn University. Bangkok / Thailand, 1992, p. 833-838.
12. Австронезийские числительные: пропуск операндов и общие тенденции пропуска // Известия АН Азерб. ССР. Сер. “Литература, язык, искусство”, 1992, № 1-2, с.103-105.
13. О морфологии реципрока в западноиндонезийских языках // Востоковедение. Вып.34, № 18. Санкт-Петербург, 1993, с.99-107 (совместно с  А.К.Оглоблиным).
14. К типологии порядковых числительных // Язык, этнос, этнонимия. Баку, 1994, с.86-88.
15. О некоторых характерных особенностях австронезийских числительных в свете общей типологии // Индонезия. Малайзия. Сингапур. Филиппины. Нусантарский сборник. Санкт-Петербург, 1994, с.15-19.
16. Числительные: суммы произведений с коэффициентами, неэталонные суммы // Филиппины в Малайском мире (Малайско-индонезийские исследования, V). Москва, 1994, с.71-80.
17. On some typological characteristics of Austronesian numerals // Dilvəədəbiyyat. Bakı Dövlət Universiteti(Язык и литература. Бакинский государственный университет), 1996, № 2, c.5-11.
18. Построение правила структуры числительного // Вопросы филологии. VI выпуск. Институт языкознания им. И. Насими. Баку, 1996, с. 53-63.
19. Синтаксис числовых конструкций //Dilvəədəbiyyat. Bakı Dövlət Universiteti (Язык и литература. Бакинский государственный университет), 1996, № 3, с. 5-10.
20. On numerical constructions with a numerative in Azerbaijani // The Fourth International Symposium on Language and Linguistics. Thailand, Institute of Language and Culture for Rural Development, Mahidol University, 1996, p. 556-562 (http://sealang.net/sala/).
21. Фонетические особенности арабских заимствований в азербайджанском и индонезийском языках //Dilvəədəbiyyat. Bakı Dövlət Universiteti (Язык и литература. Бакинский государственный университет), 1997, № 2, с. 6-9.
22. О типологических особенностях азербайджанских баяты и малайских пантунов // Dilvəədəbiyyat. Bakı Dövlət Universiteti(Язык и литература. Бакинский государственный университет), № 2 (3), 2007, с. 50-60.
23. Tasawuf dalam kesusasteraan Indonesia dan Azerbaijan: soal-soal tipologi // Irs / Warisan. Majalah Sejarah, Budaya, Antropologi. 2014, № 2, hal.34-38 (совместно с Z.Asgerli).
24. Multiculturalism in Globalization Era: History and Challenge for Indonesia // International Journal of Social Studies. Vol.13, №1, September, 2017, hal.1-16 [Yogyakarta State University, Indonesia].
25. Preface // Moch Ali. Aryo-Semitic Philology: the Semitization of Vedas in the Light of Semitic Lexicography. Surabaya: Airlangga University Press, 2018, hal.3-11.
26. Multiculturalism in Indonesia // Azerbaijani Multiculturalism. Textbook for Higher Education. Baku: Sharg-Garb, 2018, 478-480.
27. Сериализация в однородных членах синтаксических конструкций // Dil və ədəbiyyat. Azərbaycan Dillər Universiteti (Язык и литература. Азербайджанский университет языков). IX cild. 2018, № 2, с. 3-6.
28. Hüseyn Cavid və Xayril Anvar novator şair kimi // Hüseyn Cavid və dünya ədəbiyyatı. Respublika elmi konfransının materialları. Bakı, 12 aprel 2019-cu il. Bakı, Azərbaycan Dillər Universiteti, 2019, s.288-292 (Гусейн Джавид и Хайрил Анвар как поэты-новаторы // Гусейн Джавид и мировая литература. Материалы республиканской научной конференции. Баку, 12 апреля 2019 г., Баку, Азербайджанский университет языков, 2019, с.288-292).
29. А.К.Оглоблин – флагман индонезистики // Малайско-индонезийские исследования. Выпуск XXI. К 80-летию А.К. Оглоблина. Редакторы-составители В. В. Сикорский, В. А. Погадаев. М.: Общество «Нусантара», 2019, с.11-22.

### Рецензии
1. Новое в зарубежной лингвистике. Вып. XIX. Москва, 1987 // Советская тюркология, № 5, с.127-131.
2. А.К.Оглоблин. Мадурский язык и лингвистическая типология. Ленинград, Изд-во ЛГУ, 1986 // Известия АН Азерб.ССР. Сер. “Литература, язык, искусство”, 1988, № 1, с.145-146 (соавтор: А. Ахундова).
3. Прамалайский язык: реконструкция его фонологии и части лексикона и морфологии. Альблассердам, 1985 (Adelaar K. A. Proto-Malayic: the reconstruction of its phonology and parts of its lexicon and morphology. Alblasserdam, 1985) // Известия АН Азерб. ССР. Сер. “Литература, язык, искусство”, 1990, № 2, с.131-133.

### Научные переводы
1. (с русск.) Jan Pikte. Beynəlxalq humanitar hüququn inkişafı və prinsipləri. Bakı: Siyasət, 1999, 129 s. (Жан Пикте. Развитие и принципы международного гуманитарного права).
2. (с англ.) Hans-Peter Qasser. Beynəlxalq humanitar hüquq. Giriş. Bakı, 2000, 131 s. (Hans-Peter Qasser. International Humanitarian Law: an Introduction. Berne: Haupte, 1993).

## Награды
- Медаль «Tanda Kehormatan Satyalancana Kebudayaan» (2008, Индонезия)
- Орден «Bintang Jasa Pratama» (2009, Индонезия)[8]
- Медаль «Taranggana Sanitra Nusantara» (2018, Посольство Индонезии в Азербайджане)